# Marie de Bretagne (1424-1477)
Pour les articles homonymes, voir Marie de Bretagne.
Marie de Bretagne (1424-1477) 25e Abbesse de Fontevraud est la fille de Richard d'Étampes ou Richard de Bretagne, comte d'Étampes (1395-1438) et de Marguerite d'Orléans (1406-1466). 

## Biographie
En 1457, Marie de Bretagne arrive à la tête de l'Abbaye Notre-Dame de Fontevraud, à l'âge de 31 ans, au moment où le duc Pierre II de Bretagne décède. C'est le successeur du duc, Arthur III de Bretagne ou de Richemont, qui place Marie à la tête de l'abbaye; moyennant une rente de 240 livres à prendre sur les revenus de l'abbaye.
Marie devient abbesse jusqu'à sa mort en 1477, elle est connue pour avoir été une abbesse réformatrice, l'Abbaye souffre d’un grand désordre vue la ruine des bâtiments, la perte des revenus. Un immense relâchement de la discipline est dû à la guerre de Cent Ans qui a ruiné la plupart des prieurés fontevristes. 
Les auteurs de la réforme de Fontevraud sont l’abbesse, le pape et ses commissaires. L’abbesse prend l’initiative. Elle nomme des visiteurs, sollicite des bulles.
En 1460, sous la direction de Guillaume Bailleul, est organisé une visite de 13 mois, dans l'ensemble des prieurés, ce qui ne va pas dans beaucoup d'endroits sans résistance.
Ne revenant jamais à la maison mère , elle se retire au prieuré de la Madeleine lez Orléans, qui est le premier prieuré à avoir accepté la réforme le 6 mars 1475, d'où elle ne reviendra jamais, elle s'y éteindra le 19 octobre 1477. Elle sera inhumée dans le chœur de l'église de la Madeleine lez Orléans.

## Armoiries

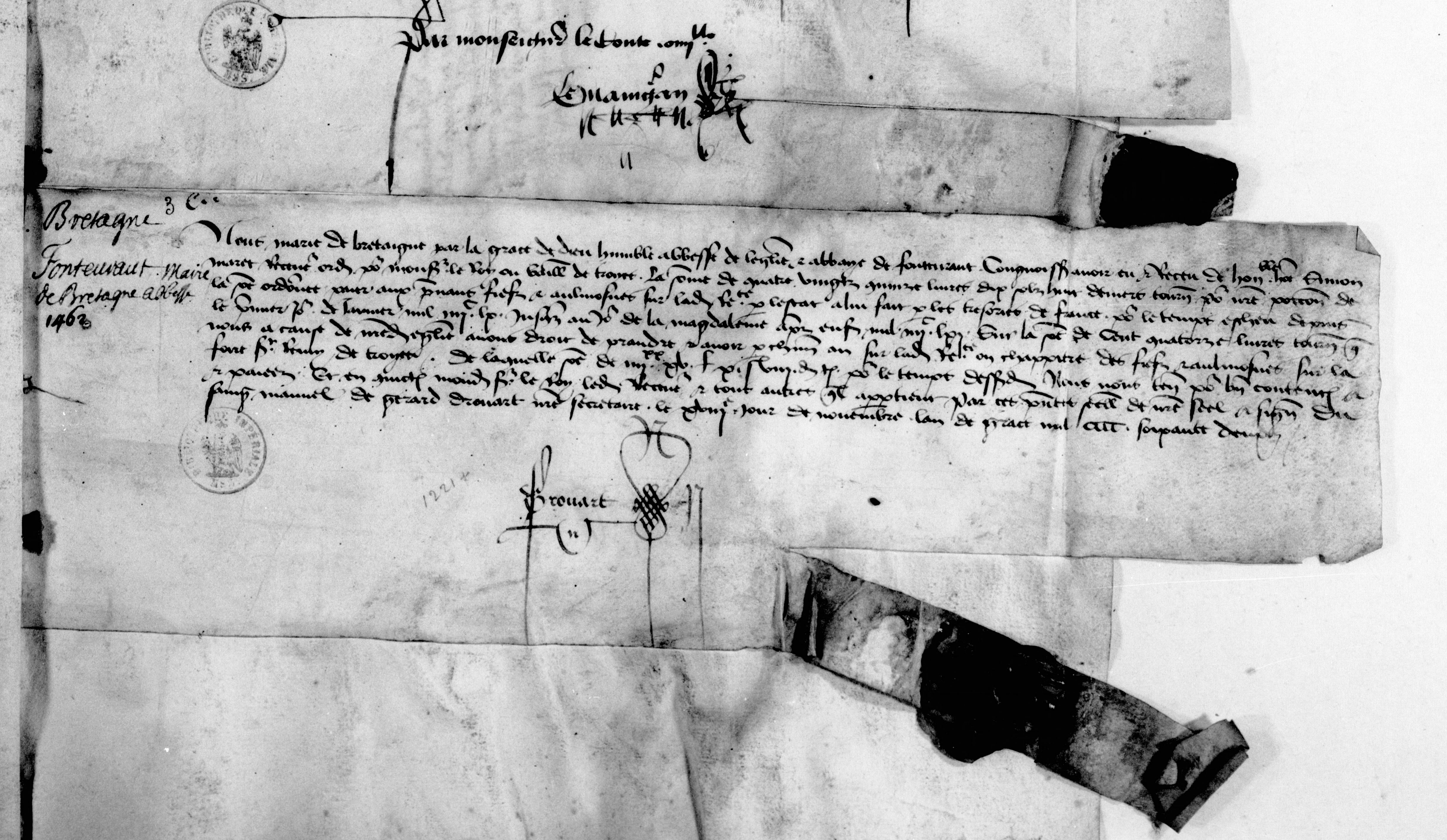
Acte de l'abbesse Marie de Bretagne, Paris, Bnf, collection Clairambault n°22, pièce n°3.

Marie porte, tout comme sa sœur, les nouvelles armes coupées Orléans et Visconti, mais on va quand même trouver les armes parties de Bretagne sur un acte de l’abbesse daté du 18 novembre 1462. En effet, sur cet acte, nous pouvons voir l’écu de l’abbesse surmonté d’une crosse, parti à dextre de Bretagne et à senestre des armes coupées d’Orléans et de Visconti. C'est cette même composition héraldique qui figure "sur son sarcophage" découvert lors des fouilles du prieuré de la Madeleine en 1998.

## Inventaire de Marie de Bretagne
Lors de la mort de Marie de Bretagne en 1477, ses biens font l'objet d'un inventaire, aujourd'hui conservé aux Archives départementales du Maine-et-Loire. Cet inventaire se compose de trois parties: l'inventaire des meubles, l'inventaire des livres qui se trouvaient dans son coffre, et l'inventaire de "XII autres livres, que cahiers, que relient entre deux aisz, le tout en parchemin". Marie de Bretagne détenait un coffre aux livres avec plusieurs manuscrits, qui était placé dans sa chapelle privée à l'abbaye de Fontevraud. 

## Sa bibliothèque
Deux des manuscrits de Marie de Bretagne, montrent qu'elle entretenait des liens avec le duché d'Anjou. Les deux ouvrages sont : « petit livret en papier relié, appelé le Mortifiement de vaine plaisance » et le « petit livret , non parfait, a dictz, a mademoiselle Jehanne de Laval ».

### Constitution
La constitution de la bibliothèque de Marie de Bretagne est une combinaison de l'héritage des ouvrages maternels et des ouvrages paternels. 

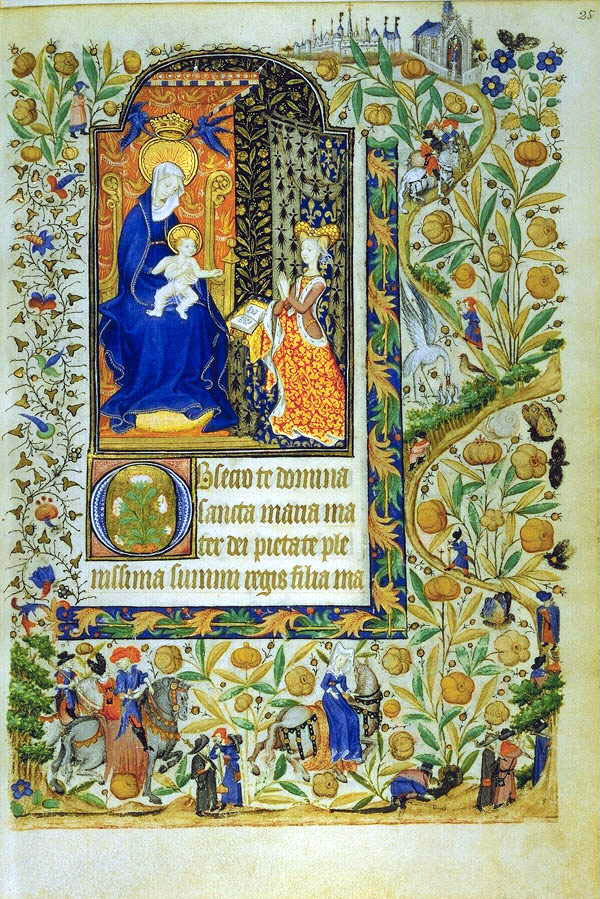
Paris, Bnf, manuscrit latin 1156B, folio 25r.

L'inventaire des ouvrages de Charles d'Orléans a été réalisé en 1427. Cet inventaire se compose de 11 livres présentant les armes d'Orléans. Marguerite d'Orléans, la mère de Marie de Bretagne possédait des ouvrages comme un livre d'heures. Sur ce livre d'heures, Marguerite est représentée en prière devant une tenture ornée des armoiries parties de Bretagne et d'Orléans, au folio 25r. Au folio 160r, on y voit une représentation d'un tournoi organisé pour la noblesse de Bretagne; puis un couple assis sur une chaire aux armes de la Bretagne et d'Orléans. Ce couple serait donc Marguerite d’Orléans et Richard d’Étampes et Marie de Bretagne dans les petites filles présentées juste devant. Ce livre d’heures, après la mort de Marguerite de Bretagne semble avoir été transmis à la première épouse de François II duc de Bretagne, car nous le trouvons dans l’inventaire des biens après la mort de Marguerite de Bretagne en 1469 : « unes autres grandes Heures à l’usaige de Rome, où il y a deux fermouers d’or, armoyees aux armes de feu Madame d’Étampes ». De sa mère, elle reçoit aussi une Bible en deux volumes aux armes d'Orléans. En effet, on peut admettre qu'il s'agit de cet ouvrage car il correspond fortement aux descriptions que l'on en a. L'histoire de ce manuscrit nous montre qu'il est passé de main en main, mais tout en restant dans la famille d'Orléans. Le premier possesseur de cet ouvrage est Charles IV, puis se suivent de nombreux possesseurs comme : Blanche duchesse d'Orléans, Louis Ier d'Orléans (1393), Charles Ier d'Orléans (1417), etc. Marie de Bretagne va aussi avoir en sa possession, un psautier « glozé en deux volumes, couvers de trippe de veloux rouge, fermouers d’argent, aux armes d’Orleans » et « Heures de Notre Dame, en franczoys, historiees, relyees, fermantes à fermouers dorés ». Outre les livres, dans cet inventaire, pour le côté maternel de Marie, il y a aussi des objets hérités aux armes de la famille d'Orléans, comme un flacon de verre à pied, une clochette en argent, des tapis, etc.
Marie de Bretagne reçoit également un héritage de son père : un héritage de Bretagne. Elle reçoit des livres comme « ung petit livre d’oroisons en latin, fermouers d’argent doré, aux armes de Bretaigne ».
Les armes de Marie de Bretagne sont également signalées dans un des manuscrits, il s'agit du « Livre des troys voies ». Dans cet inventaire, on peut voir aussi un livre qui lui est dédié, mais qui ne figure pas ses armoiries, il s’agit du « Livre de réformation utile et profitable pour toutes religieuses désirant mener vie virtueuse ».

### Dispersion
L'inventaire nous signale que certains ouvrages ont été « envoyés au duc » ou « envoyés à la duchesse ». Le duc en question ici, est le duc François II de Bretagne, et la duchesse est sa femme : Marguerite de Foix. Mais, on peut supposer aussi que certains livres ont été légués en héritage familial. D’après Marie-Fançoise Damongeot-Bourdat, on pourrait « imaginer qu’ils aient pu arriver entre les mains de leur illustre fille, Anne de Bretagne, mais on a très peu de renseignements à ce sujet. », mais d’après elle l'« ensemble des volumes est sans doute resté sur place et a passé dans les bibliothèques des abbesses qui lui ont succédé. ». 
D’après Jubien Alfred « En 1790, lors du transfert de la bibliothèque abbatiale de Fontevraud vers Saumur, un bateau chavira et les milliers de volumes qu’il transportait disparurent irrémédiablement au fond de la Loire ». La ville de Saumur réunit des ouvrages en provenance des Bénédictins de Saint-Florent, de l'Oratoire des Ardilliers, de Fontevrault, des Oratoriens de Saumur, de l'Académie protestante. Ce n'est qu'en 1820 que les volumes épars furent classés et que la bibliothèque fut organisée par les soins de Jean Courtillier.